# Sankt Michael in Obersteiermark
Sankt Michael in Obersteiermark osztrák mezőváros Stájerország Leobeni járásában. 2017 januárjában 3074 lakosa volt.    

## Elhelyezkedése

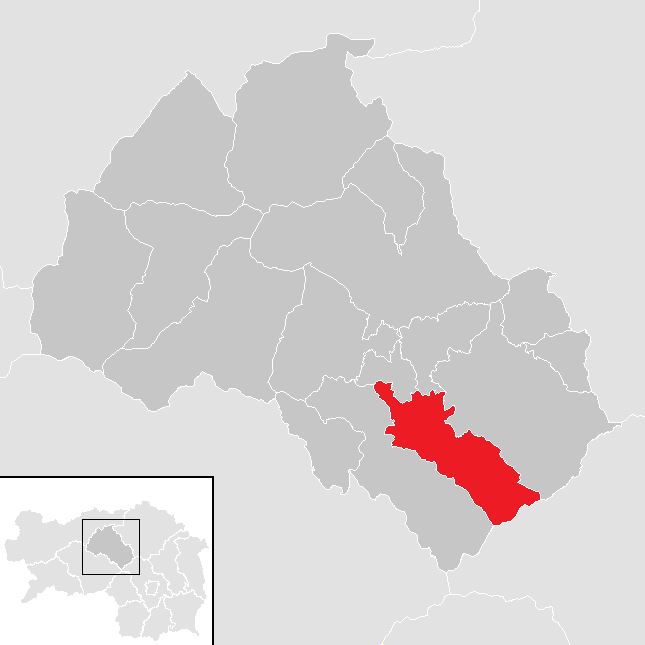
Sankt Michael in Obersteiermark a Leobeni járásban

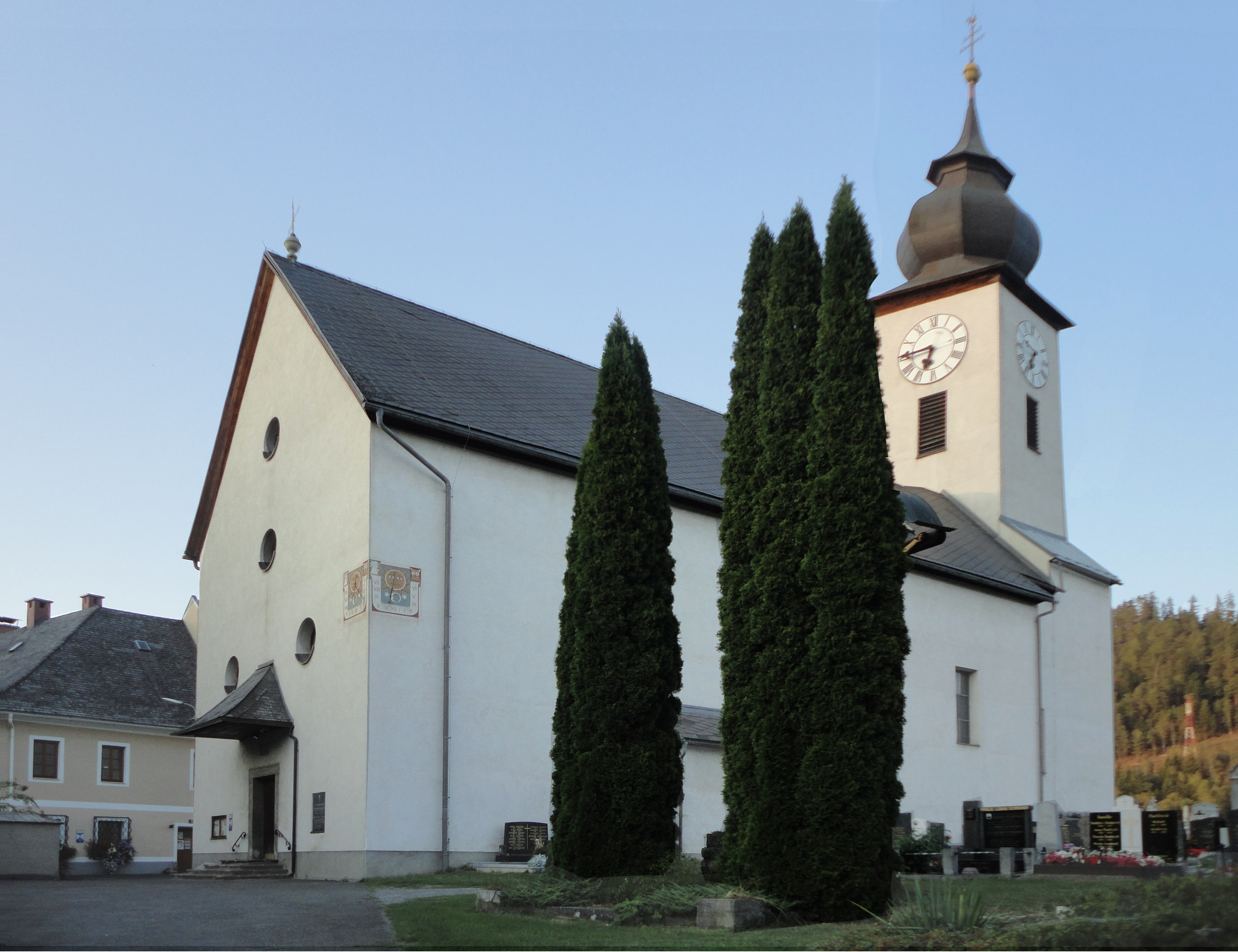
A Szt. Mihály-plébániatemplom

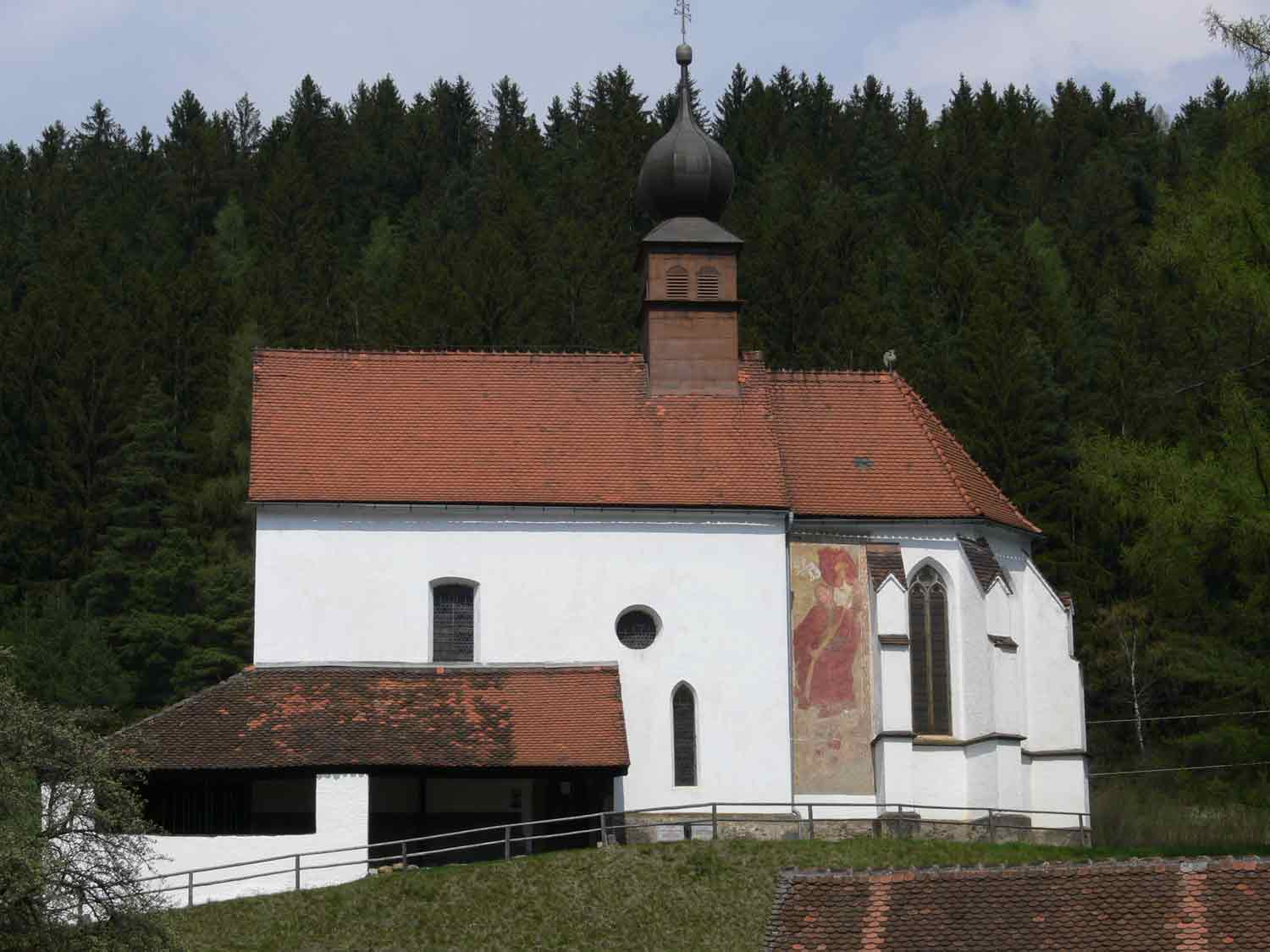
A Szt. Walpurgis-templom

Sankt Michael in Obersteiermark Felső-Stájerországban fekszik, a Mura mentén. Itt ágazik el az A6-os autópályáról a Semmeringen átvezető S6-os és a Mura-völgyi S36-os autóút. Az önkormányzathoz 7 település tartozik (Greith kivételével valamennyi a saját katasztrális községében): Brunn (32 lakos), Greith (26), Hinterlainsach (44), Jassing (31), Liesingtal (1865), Sankt Michael in Obersteiermark (922), Vorderlainsach (159).
A környező önkormányzatok: délnyugatra Sankt Stefan ob Leoben, északra Traboch, északkeletre Sankt Peter-Freienstein és Leoben, délkeletre Übelbach.

## Története
St. Michael területének első lakosai feltehetően az illírek és kelták voltak. A római időkről a Vorderlainsachban talált fibula tanúskodik. A népvándorlás során avarok vonulták át a térségen majd szlávok települtek meg. A 8. század közepén kezdődött meg a bajorok betelepülése és a kereszténység térnyerése. Ekkoriban alapíthatták a Mihály arkangyalnak szentelt templomot. A Walpurgis-templom 1170 körül épült és egyike a gótikus építészet három legkorábbi képviselőjének Stájerországban. 1187-ben az egyházközség az admonti apátság felügyelete alá került.
1478-ban sáskajárás pusztította el a teljes termést, 1480-ban pedig a törökök prédálták fel a falut. 1532-ben spanyol és olasz zsoldoscsapatok gyújtották fel Sankt Michaelt, akik korábban Bécset védték a török ostrommal szemben. 1740-ben egy árvíz 32 áldozatot követelt, majd egy 1794-es földrengés után a napóleoni háborúkban a francia hadsereg négyszer is átvonult a térségen. 1809. május 25-én a Walpurgis-templom közelében zajlott a Sankt Michael-i csata, ahol a franciák megfutamították a Semmering-hágó útját védő osztrákokat.
1850-ben, amikor megalakult a községi önkormányzat, a településnek 1700 lakója volt. 1868 vasútállomást kapott az újonnan épített Rudolfsbahnon. 1874-ben egy vasmű kezdte meg működését, amely ezer munkást alkalmazott. Az üzemet 1889-ben email gyártására állították át, majd 1902-ben bezárták.
Az első világháborúban 2200 ruténiai menekültet szállásoltak el a faluban; sokan közülük a tífuszjárvány áldozataivá váltak. Az első világháború végén a visszavonuló katonák fosztogattak Sankt Michaelben. A második világháború után a Vörös Hadsereg megszállása is fosztogatással járt együtt.
1983-ban Sankt Michael mezővárosi státuszt kapott.

## Lakosság
A Sankt Michael in Obersteiermark-i önkormányzat területén 2017 januárjában 3074 fő élt. A lakosságszám 1971 óta (akkor 3715 fő) csökkenő tendenciát mutat. 2015-ben a helybeliek 91,9%-a volt osztrák állampolgár; a külföldiek közül 0,9% a régi (2004 előtti), 4,2% az új EU-tagállamokból érkezett. 1,2% a volt Jugoszlávia (Szlovénia és Horvátország nélkül) vagy Törökország, 1,8% egyéb országok polgára. 2001-ben a lakosok 76,8%-a római katolikusnak, 4,9% evangélikusnak, 16,6% pedig felekezet nélkülinek vallotta magát. Ugyanekkor egy magyar élt a mezővárosban.

## Látnivalók
- a Szt. Mihály-plébániatemplom
- a Szt. Walpurgis-templom

## Fordítás
- Ez a szócikk részben vagy egészben  a   Sankt Michael in Obersteiermark című német Wikipédia-szócikk ezen változatának fordításán alapul.  Az eredeti cikk szerkesztőit annak laptörténete sorolja fel. Ez a jelzés csupán a megfogalmazás eredetét és a szerzői jogokat jelzi, nem szolgál a cikkben szereplő információk forrásmegjelöléseként.